# Liste des maires de Montrésor

## Liste des maires
| Période        | Période        | Identité                               | Étiquette | Qualité           |
| -------------- | -------------- | -------------------------------------- | --------- | ----------------- |
| 1790           | 1792           | Meusnier                               |           | Notaire           |
| 1794           | octobre 1794   | Antoine Maugenest                      |           |                   |
| novembre 1794  | novembre 1795  | Étienne Hémon                          |           |                   |
| novembre 1795  | septembre 1800 | Martin Chevallier                      |           |                   |
| septembre 1800 | 1803           | Michel Liu                             |           |                   |
| 1803           | 1805           | Pierre Lesourd                         |           | Percepteur        |
| 1805           | 1807           | Louis Suffisseau                       |           |                   |
| 1808           | 1823           | Jean-Bapstiste Pescherard Saint-Chérou |           |                   |
| 1823           | 1843           | Auguste Suffisseau                     |           |                   |
| 1843           | juillet 1846   | Louis Gerbault                         |           |                   |
| août 1846      | 1852           | Victor Rossignol                       |           | Notaire           |
| 1853           | 1860           | Blaise Chauveau                        |           |                   |
| 1860           | 1870           | Xavier Branicki                        |           |                   |
| 1871           | 1878           | Charles Gerbault                       |           |                   |
| 1878           | 1882           | Louis Rancher                          |           | Notaire           |
| 1882           | 1904           | Armand Boullet                         |           | Agent d'affaires  |
| 1904           | 1908           | Armand Besnard                         |           | Notaire           |
| 1908           | 1925           | Joseph Boulay                          |           |                   |
| 1925           | 1929           | Lucien Theret                          |           | Hôtelier          |
| 1929           | 1934           | Emile Vincent                          |           | Marchand          |
| 1934           | 1935           | André Cellier                          |           |                   |
| 1935           | 1942           | Alphonse Minier                        |           | Agriculteur       |
| 1942           | 1944           | délégation spéciale                    |           |                   |
| 1944           | 1944           | Édouard Audiger                        |           |                   |
| 1944           | 1945           | Jules Moreau                           |           | Boucher           |
| 1945           | 1977           | Roger Moreau                           |           | Boucher           |
| 1977           | 1985           | Hubert Brothier                        |           | Gendarme retraité |
| 1985           | 2014           | Jean Moreau                            | UMP       | Boucher           |
| 2014           | 29 mars 2019   | Christophe Unrug                       | SE        | Chef d'entreprise |
| 31 mai 2019    | 2020           | Gérard Legras                          |           |                   |
| mai 2020       | En cours       | Frédéric Gaultier                      |           |                   |

## Pour approfondir